# Каппа Возничего
Каппа Возничего (лат. κ Aurigae), 44 Возничего (лат. 44 Aurigae), HD 43039 — одиночная звезда в созвездии Возничего на расстоянии приблизительно 159 световых лет (около 49 парсеков) от Солнца. Видимая звёздная величина звезды — +4,35m. Возраст звезды оценивается как около 4,7 млрд лет.

## Характеристики
Каппа Возничего — оранжевый гигант спектрального класса G8,5IIIb. Масса — около 1,46 солнечной, радиус — около 11,19 солнечных, светимость — около 55,365 солнечных. Эффективная температура — около 4706 К.